# Aeroportul Tatalina LRRS
Aeroportul Tatalina LRRS (IATA: TLJ, ICAO: PATL, FAA LID: TLJ) este un aeroport din Alaska, Statele Unite ale Americii. Aeroportul a fost tranzitat în 2017 de 116 pasageri.
Situat la o altitudine de 294 m, aeroportul dispune de 1 pistă. Este operat de 611th Air Support Group⁠(d).

## Infrastructură

### Piste
Aeroportul dispune de o singură pistă. Pista 17/35 are suprafața de pietriș și dimensiunile 3.820 picioare × 150 picioare. 